# Mánfai római katolikus templom
A mai Mánfa település nyugati végétől kb. 600 m-re, az országúttól kissé délre, festői völgyben, fáktól részben takartan áll egyik legszebb Árpád-kori eredetű római katolikus falusi templomunk, amelyet Sarlós Boldogasszony tiszteletére szenteltek.

## A templom építészete
Nyugati homlokzatát egy karcsú, magas torony uralja, amelynek falát három ikerablak töri át. A hajó aszimmetrikus (északi oldalán a 15. században kiszélesítették). A déli oldalon nyílik a bélletes kapu, fölötte román stílusú, félköríves záródású ablakok. A szentély négyszögletű. Annyi bizonyos, hogy a templomot 1742-ben állították helyre. 1927-ben restaurálták.

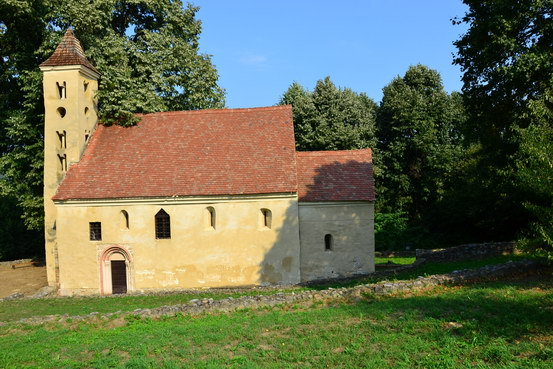
Mánfa - Árpád-kori templom
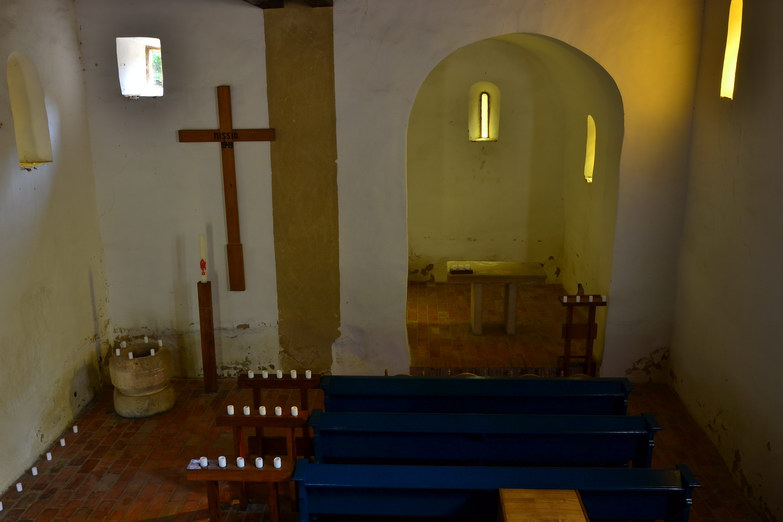
szentély
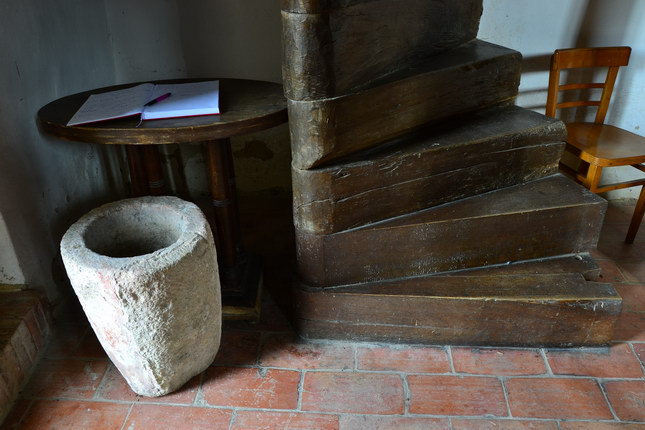
belső részlet
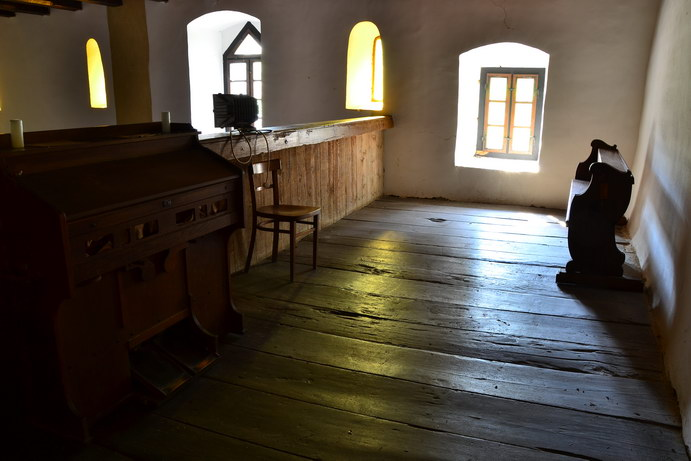
karzat
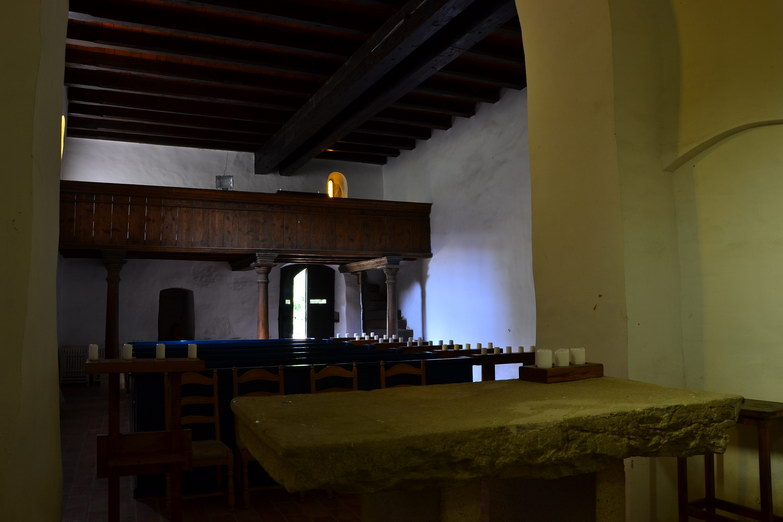
belső
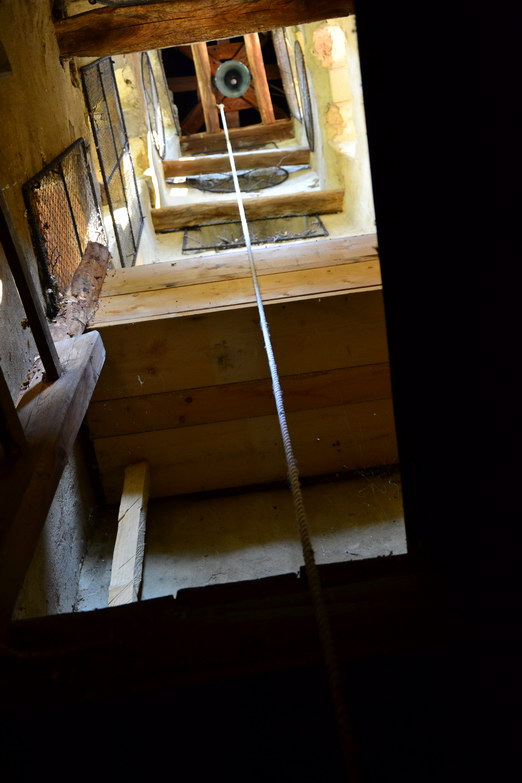
harangtorony

## Legenda
A török időkben a falu elpusztult, majd a felszabadulás után a templomtól keletre újjáépült, a templom pedig feledésbe merült. Ekkoriban történt meg, hogy egy pásztor legeltette a marháit a környéken, amikor egy bika elkóborolt. A pásztor keresni kezdte, amikor meghallotta a harangot. Mikor közelebb ért látta, hogy a bika belegabalyodott a harang kötelébe, és így megkongatta azt. Ezután a falusiak megtisztították a templomot és környékét, majd újra birtokba vették azt.